# Lista dos maiores estádios de futebol do mundo
Esta lista dos maiores estádios de futebol elenca edificações com capacidade mínima para 40.000 espectadores. A lista contém instalações desportivas utilizadas exclusivamente para futebol e para outros desportos que usem as medidas de um relvado de futebol.
Mais abaixo poderá ver as listas dos maiores estádios de todos os Países Lusófonos.
| Ver também outros estádios deste mundo: - Lista dos maiores estádios de atletismo do mundo - Lista de estádios africanos por capacidade - Lista de estádios asiáticos por capacidade - Lista de estádios europeus por capacidade | - Lista de estádios oceanienses por capacidade - Lista de estádios norte-americanos por capacidade - Lista de estádios sul-americanos por capacidade - Lista de estádios de futebol por país |

## Lista dos Maiores Estádios do Mundo
| #   | Estádio                                           | Capacidade | Localidade                  | País                   | Time/Seleção                                                                 |
| --- | ------------------------------------------------- | ---------- | --------------------------- | ---------------------- | ---------------------------------------------------------------------------- |
| 1   | Estádio Rungrado Primeiro de Maio                 | 114.000    | Pyongyang                   | Coreia do Norte        | Seleção Norte-Coreana de Futebol                                             |
| 2   | Michigan Stadium                                  | 107.601    | Michigan                    | Estados Unidos         | Michigan Wolverines                                                          |
| 3   | Spotify Camp Nou                                  | 105.000    | Barcelona                   | Espanha                | FC Barcelona                                                                 |
| 4   | Melbourne Cricket Ground                          | 100.024    | Melbourne                   | Austrália              | Seleção Australiana de Futebol                                               |
| 5   | FNB Stadium                                       | 94.736     | Joanesburgo                 | África do Sul          | Seleção Sul-Africana de Futebol, Kaizer Chiefs FC                            |
| 6   | Estádio da Nova Capital Administrativa            | 93.940     | Nova Capital Administrativa | Egito                  | Seleção Egípcia de Futebol                                                   |
| 7   | Rose Bowl Stadium                                 | 90.888     | Pasadena                    | Estados Unidos         | UCLA Bruins                                                                  |
| 8   | Wembley Stadium                                   | 90.000     | Londres                     | Inglaterra             | Seleção Inglesa de Futebol                                                   |
| 9   | Estádio Nacional de Lusail                        | 88.966     | Lusail                      | Catar                  | Seleção Catari de Futebol                                                    |
| 10  | Estadio Azteca                                    | 87.523     | Cidade do México            | México                 | Seleção Mexicana de Futebol, CF América, Cruz Azul FC                        |
| 11  | Bukit Jalil National Stadium                      | 87.411     | Kuala Lumpur                | Malásia                | Seleção Malaia de Futebol                                                    |
| 12  | Estádio Borg el Arab                              | 86.000     | Alexandria                  | Egito                  | Seleção Egípcia de Futebol                                                   |
| 13  | Estádio Salt Lake                                 | 85.000     | Calcutá                     | Índia                  | Seleção Indiana de Futebol, ATK, Mohun Bagan AC, East Bengal FC              |
| 14  | Estádio Mâs Monumental                            | 83.567     | Buenos Aires                | Argentina              | CA River Plate, Seleção Argentina de Futebol                                 |
| 15  | ANZ Stadium                                       | 83.500     | Sydney                      | Austrália              | Seleção Australiana de Futebol, Western Sydney Wanderers FC                  |
| 16  | Estadio Santiago Bernabéu                         | 83.186     | Madrid                      | Espanha                | Real Madrid FC                                                               |
| 17  | Croke Park                                        | 82.300     | Dublin                      | Irlanda                | Seleção Irlandesa de Futebol e jogos gaélicos                                |
| 18  | FedExField                                        | 82.000     | Landover                    | Estados Unidos         | Jogos de futebol americano, Washington Football Team                         |
| 19  | Estádio de Twickenham                             | 82.000     | Twickenham                  | Inglaterra             | Seleção Inglesa de Rugby                                                     |
| 20  | Signal Iduna Park                                 | 81.365     | Dortmund                    | Alemanha               | Borussia Dortmund, Seleção Alemã de Futebol                                  |
| 21  | Stade de France                                   | 81.338     | Saint-Denis                 | França                 | Seleção Francesa de Futebol                                                  |
| 22  | Estádio Lujniki                                   | 81.000     | Moscou                      | Rússia                 | Seleção Russa de Futebol                                                     |
| 23  | Estádio Shah Alam                                 | 80.372     | Shah Alam                   | Malásia                | Selangor FA                                                                  |
| 24  | Estádio Monumental "U"                            | 80.093     | Lima                        | Peru                   | Universitario de Deportes, Seleção Peruana de Futebol                        |
| 25  | Stadio Giuseppe Meazza (San Siro)                 | 80.018     | Milão                       | Itália                 | FC Internazionale, AC Milan                                                  |
| 26  | Estádio Olímpico de Guangdong                     | 80.012     | Guangzhou                   | China                  | Seleção Chinesa de Futebol                                                   |
| 27  | AT&T Stadium                                      | 80.000     | Arlington                   | Estados Unidos         | Jogos de futebol americano, Dallas Cowboys                                   |
| 28  | Stade des Martyrs                                 | 80.000     | Kinshasa                    | RD Congo               | Seleção Congolesa de Futebol                                                 |
| 29  | Estádio Nacional de Pequim                        | 80.000     | Pequim                      | China                  | Seleção Chinesa de Futebol                                                   |
| 30  | Estádio Jornalista Mário Filho                    | 78.838     | Rio de Janeiro              | Brasil                 | CR Flamengo, Fluminense Football Club e Seleção Brasileira de Futebol        |
| 31  | Los Angeles Memorial Coliseum                     | 78.467     | Los Angeles                 | Estados Unidos         | USC Trojans                                                                  |
| 32  | Estádio Azadi                                     | 78.116     | Teerã                       | Irã                    | Seleção Iraniana de Futebol, Esteghlal FC, Persepolis FC                     |
| 31  | Estádio Gelora Bung Karno                         | 77.193     | Jacarta                     | Indonésia              | Seleção Indonésia de Futebol, Persija Jakarta                                |
| 32  | Estádio MorumBIS                                  | 77.011     | São Paulo                   | Brasil                 | São Paulo FC, Seleção Brasileira de Futebol                                  |
| 33  | Estádio Olímpico Atatürk                          | 76.092     | Istambul                    | Turquia                | İstanbul Başakşehir FK, Seleção Turca de Futebol                             |
| 34  | Estádio Naghsh-e Jahan                            | 76.000     | Isfahan                     | Irã                    | Sepahan FC, Seleção Iraniana de Futebol                                      |
| 35  | Allianz Arena                                     | 75.024     | Munique                     | Alemanha               | FC Bayern de Munique, Seleção Alemã de Futebol                               |
| 36  | Estádio Internacional de Aleppo                   | 75.000     | Aleppo                      | Síria                  | Al-Ittihad, Seleção Síria de Futebol                                         |
| 37  | Bank of America Stadium                           | 74.867     | Charlotte                   | Estados Unidos         | Jogos de futebol americano, Charlotte Football Club                          |
| 38  | Olympiastadion                                    | 74.475     | Berlim                      | Alemanha               | Hertha BSC, Seleção Alemã de Futebol                                         |
| 39  | Old Trafford                                      | 74.310     | Manchester                  | Inglaterra             | Manchester United FC                                                         |
| 40  | Estádio Internacional do Cairo                    | 74.100     | Cairo                       | Egito                  | Seleção Egípcia de Futebol, Al-Ahly SC, Zamalek SC                           |
| 41  | Millennium Stadium                                | 73.931     | Cardiff                     | País de Gales          | Seleção Galesa de Futebol                                                    |
| 42  | Stadio Olimpico                                   | 72.698     | Roma                        | Itália                 | AS Roma, SS Lazio, Seleção Italiana de Futebol                               |
| 43  | Estádio Internacional de Yokohama                 | 72.327     | Yokohama                    | Japão                  | Yokohama F. Marinos                                                          |
| 44  | NRG Stadium                                       | 72.220     | Houston                     | Estados Unidos         | Seleção de Futebol dos Estados Unidos e jogos de futebol americano           |
| 45  | Mercedes-Benz Stadium                             | 72.035     | Atlanta                     | Estados Unidos         | Jogos de futebol americano, Atlanta Falcons, Atlanta United Football Club    |
| 46  | Estádio de Shanghai                               | 72.000     | Shanghai                    | China                  | Shanghai SIPG FC                                                             |
| 47  | Wanda Metropolitano                               | 70.460     | Madrid                      | Espanha                | Atlético de Madrid, Seleção Espanhola de Futebol                             |
| 48  | Complexo Desportivo Nacional Olímpico             | 70.050     | Kiev                        | Ucrânia                | Seleção Ucraniana de Futebol, FK Dínamo de Kiev                              |
| 49  | Estádio de La Cartuja                             | 70.000     | Sevilla                     | Espanha                | Seleção Espanhola de Futebol                                                 |
| 50  | Estádio Nacional de Brasília                      | 69.788     | Brasília                    | Brasil                 | Brasília FC, Legião FC, Seleção Brasileira de Futebol                        |
| 51  | Estádio Olímpico de Seul                          | 69.950     | Seul                        | Coreia do Sul          | Seleção Sul-Coreana de Futebol, Seoul E-Land FC                              |
| 52  | Estádio Olímpico de Baku                          | 69.870     | Baku                        | Azerbaijão             | Seleção Azeri de Futebol, Qarabağ FK                                         |
| 53  | Estádio Olímpico de Atenas                        | 69.618     | Atenas                      | Grécia                 | Seleção Grega de Futebol, AEK FC, Panathinaikos AC                           |
| 54  | Estadio Olímpico Universitario                    | 69.000     | Cidade do México            | México                 | Pumas UNAM                                                                   |
| 55  | Estádio Al Bayt                                   | 68.895     | Al Khor                     | Catar                  | Al-Khor Sports Club                                                          |
| 56  | Gillette Stadium                                  | 68.756     | Foxborough                  | Estados Unidos         | New England Revolution                                                       |
| 57  | Cidade dos Esportes Rei Abdullah                  | 68.560     | Jeddah                      | Arábia Saudita         | Seleção Saudita de Futebol                                                   |
| 58  | Estádio da Luz                                    | 68.100     | Lisboa                      | Portugal               | SL Benfica                                                                   |
| 59  | Estádio Krestovsky                                | 67.800     | São Petersburgo             | Rússia                 | FC Zenit, Seleção Russa de Futebol                                           |
| 60  | Estádio Nacional do Japão                         | 67.750     | Tóquio                      | Japão                  | Seleção Japonesa de Futebol                                                  |
| 61  | Stade Vélodrome                                   | 67.394     | Marselha                    | França                 | Olympique de Marseille, Seleção Francesa de Futebol                          |
| 62  | Murrayfield Stadium                               | 67.144     | Edinburgo                   | Escócia                | Seleção Escocesa de Rugby Union                                              |
| 63  | Estádio Palaran                                   | 67.075     | Samarinda                   | Indonésia              | Seleção Indonésia de Futebol                                                 |
| 64  | CenturyLink Field                                 | 67.000     | Seattle                     | Estados Unidos         | Seattle Sounders FC                                                          |
| 65  | Estádio Mohammed V                                | 67.000     | Casablanca                  | Marrocos               | Seleção Marroquina de Futebol, Raja Casablanca, Wydad Casablanca             |
| 66  | Estádio Yadegar-e Emam                            | 66.833     | Tabriz                      | Irã                    | Tractor Sazi FC                                                              |
| 67  | Estádio de Seul                                   | 66.704     | Seul                        | Coreia do Sul          | Seleção Sul-Coreana de Futebol, FC Seoul                                     |
| 68  | Estádio de Daegu                                  | 66.422     | Daegu                       | Coreia do Sul          | Daegu FC                                                                     |
| 69  | Estádio dos Trabalhadores                         | 66.161     | Pequim                      | China                  | Beijing Guoan FC, Seleção Chinesa de Futebol                                 |
| 70  | Hard Rock Stadium                                 | 65.326     | Miami                       | Estados Unidos         | Inter Miami CF                                                               |
| 71  | Olympic Stadium                                   | 65.255     | Montreal                    | Canadá                 | Montreal Impact                                                              |
| 72  | Cidade dos Esportes de Basra                      | 65.227     | Basra                       | Iraque                 | Seleção Iraquiana de Futebol                                                 |
| 73  | Camping World Stadium                             | 65.194     | Orlando                     | Estados Unidos         | Jogos de futebol americano                                                   |
| 74  | Estádio 5 de julho de 1962                        | 64.200     | Argel                       | Argélia                | Seleção Argelina de Futebol, MC Argel, USM Argel                             |
| 75  | Estádio Governador Plácido Castelo                | 63.903     | Fortaleza                   | Brasil                 | Ceará SC, Ferroviário AC, Fortaleza EC, Seleção Brasileira de Futebol        |
| 76  | Estádio Saitama 2002                              | 63.700     | Saitama                     | Japão                  | Urawa Red Diamonds, Seleção Japonesa de Futebol                              |
| 77  | Olympiastadion                                    | 63.118     | Munique                     | Alemanha               | Seleção Alemã de Futebol                                                     |
| 78  | Tottenham Hotspur Stadium                         | 62.850     | Londres                     | Inglaterra             | Tottenham Hotspur FC                                                         |
| 79  | Ellis Park Stadium                                | 62.567     | Joanesburgo                 | África do Sul          | Orlando Pirates FC                                                           |
| 80  | London Stadium                                    | 62.500     | Londres                     | Inglaterra             | West Ham United FC                                                           |
| 81  | Veltins-Arena                                     | 62.271     | Gelsenkirchen               | Alemanha               | FC Schalke 04                                                                |
| 82  | Centro Esportivo de Qingdao                       | 62.000     | Qingdao                     | China                  | Qingdao Jonoon FC                                                            |
| 83  | Etihad Stadium                                    | 61.968     | Manchester                  | Inglaterra             | Manchester City FC                                                           |
| 84  | Estádio Governador Magalhães Pinto                | 61.846     | Belo Horizonte              | Brasil                 | Clube Atlético Mineiro, Cruzeiro EC, Seleção Brasileira de Futebol,          |
| 85  | Estádio Internacional Rei Fahd                    | 61.781     | Riyadh                      | Arábia Saudita         | Seleção Saudita de Futebol, Al-Hilal FC, Al-Nassr FC, Al Shabab FC           |
| 86  | Soldier Field                                     | 61.500     | Chicago                     | Estados Unidos         | Chicago Fire FC, Jogos de futebol americano                                  |
| 87  | Centro Esportivo Olímpico de Nanjing              | 61.443     | Nanjing                     | China                  | Jiangsu Suning FC                                                            |
| 88  | Anfield                                           | 61.276     | Liverpool                   | Inglaterra             | Liverpool FC                                                                 |
| 89  | Estadio Benito Villamarín                         | 60.721     | Sevilla                     | Espanha                | Real Betis, Seleção Espanhola de Futebol                                     |
| 90  | Emirates Stadium                                  | 60.704     | Londres                     | Inglaterra             | Arsenal FC                                                                   |
| 91  | Estádio Nacional Moshood Abiola                   | 60.491     | Abuja                       | Nigéria                | Seleção Nigeriana de Futebol                                                 |
| 92  | Celtic Park                                       | 60.411     | Glasgow                     | Escócia                | Celtic FC                                                                    |
| 93  | Centro Esportivo da Universíada de Shenzhen       | 60.334     | Shenzhen                    | China                  | Shenzhen Fengpeng FC                                                         |
| 94  | Estádio Jawaharlal Nehru                          | 60.254     | Nova Delhi                  | Índia                  | Seleção Indiana de Futebol, Delhi Dynamos FC                                 |
| 95  | Estádio Centenario                                | 60.235     | Montevideo                  | Uruguai                | Seleção Uruguaia de Futebol                                                  |
| 96  | MHPArena                                          | 60.058     | Stuttgart                   | Alemanha               | VfB Stuttgart                                                                |
| 97  | Estádio José do Rego Maciel                       | 60.044     | Recife                      | Brasil                 | Santa Cruz FC                                                                |
| 98  | Estádio Jawaharlal Nehru                          | 60.000     | Kochi                       | Índia                  | Seleção Indiana de Futebol, Kerala Blasters FC                               |
| 100 | Estádio Nacional Benjamin Mkapa                   | 60.000     | Dar es Salaam               | Tanzânia               | Seleção Tanzaniana de Futebol, Young Africans SC                             |
| 101 | Centro Esportivo Olímpico de Hefei                | 60.000     | Hefei                       | China                  | Anhui Jiufang FC                                                             |
| 102 | Estádio Internacional Jaber Al-Ahmad              | 60.000     | Kuwait                      | Kuwait                 | Seleção Kuwaitiana de Futebol                                                |
| 104 | Estádio Olímpico de Radès                         | 60.000     | Radès                       | Tunísia                | Seleção Tunisiana de Futebol                                                 |
| 105 | Estádio Mogadíscio                                | 60.000     | Mogadíscio                  | Somália                | Seleção Somali de Futebol                                                    |
| 106 | Stade Léopold-Sédar-Senghor                       | 60.000     | Dakar                       | Senegal                | Seleção Senegalesa de Futebol, ASC Jeanne d'Arc                              |
| 107 | Moi International Sports Centre                   | 60.000     | Nairobi                     | Quênia                 | Seleção Queniana de Futebol                                                  |
| 108 | National Heroes Stadium                           | 60.000     | Lusaka                      | Zâmbia                 | Seleção Zambiana de Futebol                                                  |
| 109 | National Sports Stadium                           | 60.000     | Harare                      | Zimbabwe               | Seleção Zimbabuense de Futebol                                               |
| 110 | Estádio Olímpico de Cheniangue                    | 60.000     | Shenyang                    | China                  | Guangzhou R&F FC                                                             |
| 111 | Estádio Jatidiri                                  | 60.000     | Semarang                    | Indonésia              | PSIS Semarang                                                                |
| 112 | Parc Olympique Lyonnais                           | 59.186     | Décines-Charpieu            | França                 | Olympique Lyonnais                                                           |
| 113 | Centro Esportivo Olímpico de Chongqing            | 58.680     | Chongqing                   | China                  | Chongqing Lifan FC                                                           |
| 114 | Estádio Nacional de Varsóvia                      | 58.580     | Varsóvia                    | Polônia                | Seleção Polonesa de Futebol                                                  |
| 115 | Estádio Tianhe                                    | 58.500     | Guangzhou                   | China                  | Guangzhou Evergrande FC                                                      |
| 116 | Stadio San Nicola                                 | 58.270     | Bari                        | Itália                 | SSC Bari                                                                     |
| 117 | Commerzbank-Arena                                 | 58.000     | Frankfurt                   | Alemanha               | Eintracht Frankfurt                                                          |
| 118 | Estadio Monumental Isidro Romero Carbo            | 57.267     | Guayaquil                   | Equador                | Barcelona SC, Seleção Equatoriana de Futebol                                 |
| 119 | Estádio Alberto J. Armando (La Bombonera)         | 57.200     | Buenos Aires                | Argentina              | CA Boca Juniors                                                              |
| 120 | Volksparkstadion                                  | 57.030     | Hamburgo                    | Alemanha               | Hamburgo SV, Seleção Alemã de Futebol                                        |
| 121 | Estadio Mario Alberto Kempes                      | 57.000     | Córdoba                     | Argentina              | CA Talleres, CA Belgrano, Racing de Córdoba                                  |
| 122 | Centro Esportivo Olímpico de Jinan                | 56.808     | Jinan                       | China                  | Shandong Luneng FC                                                           |
| 123 | Estadio Jalisco                                   | 56.713     | Guadalajara                 | México                 | Atlas FC                                                                     |
| 124 | Commonwealth Stadium                              | 56.302     | Edmonton                    | Canadá                 | Seleção Canadense de Futebol                                                 |
| 125 | Estádio 19 de Maio de 1956                        | 56.000     | Annaba                      | Argélia                | Seleção Argelina de Futebol, USM Annaba                                      |
| 126 | Estadio Olímpico Lluís Companys                   | 55.926     | Barcelona                   | Espanha                | Seleção Catalã de Futebol                                                    |
| 127 | Arena do Grêmio                                   | 55.662     | Porto Alegre                | Brasil                 | Grêmio FBPA, Seleção Brasileira de Futebol                                   |
| 128 | Arena Nacional                                    | 55.634     | Bucareste                   | Romênia                | Seleção Romena de Futebol                                                    |
| 129 | Estádio Estrela Vermelha                          | 55.538     | Belgrado                    | Sérvia                 | FK Estrela Vermelha, Seleção Sérvia de Futebol                               |
| 130 | National Stadium                                  | 55.000     | Kallang                     | Singapura              | Seleção Singapurense de Futebol                                              |
| 131 | Estádio Nacional de Kaohsiung                     | 55.000     | Kaohsiung                   | Taiwan                 | Seleção de Taipé Chinês de Futebol                                           |
| 132 | Cape Town Stadium                                 | 55.000     | Cidade do Cabo              | África do Sul          | Ajax Cape Town FC                                                            |
| 133 | Moses Mabhida Stadium                             | 55.000     | Durban                      | África do Sul          | AmaZulu FC                                                                   |
| 134 | Estádio Gelora Bung Tomo                          | 55.000     | Surabaya                    | Indonésia              | Persebaya Surabaya                                                           |
| 135 | Estádio de Plovdiv                                | 55.000     | Plovdiv                     | Bulgária               | Jogos locais                                                                 |
| 136 | Estádio Helong                                    | 55.000     | Changsha                    | China                  | Guangzhou R&F FC                                                             |
| 138 | Estadio Presidente Perón                          | 55.000     | Avellaneda                  | Argentina              | Racing Club                                                                  |
| 139 | Johan Cruijff Arena                               | 54.990     | Amsterdam                   | Países Baixos          | AFC Ajax, Seleção Neerlandesa de Futebol                                     |
| 140 | Estádio Diego Armando Maradona                    | 54.726     | Napoli                      | Itália                 | SSC Napoli, Seleção Italiana de Futebol                                      |
| 141 | Centro Olímpico de Tianjin                        | 54.696     | Tianjin                     | China                  | Tianjin Teda FC                                                              |
| 142 | Merkur Spiel-Arena                                | 54.600     | Düsseldorf                  | Alemanha               | Fortuna Düsseldorf                                                           |
| 143 | Boris Paichadze Dinamo Arena                      | 54.549     | Tbilisi                     | Geórgia                | FC Dinamo Tbilisi, Seleção Georgiana de Futebol                              |
| 144 | Estádio Silésia                                   | 54.378     | Chorzów                     | Polônia                | Seleção Polonesa de Futebol, Ruch Chorzów SA                                 |
| 145 | Centro Esportivo de Wuhan                         | 54.357     | Wuhan                       | China                  | Wuhan Huanghelou                                                             |
| 146 | BC Place                                          | 54.320     | Vancouver                   | Canadá                 | Vancouver Whitecaps FC                                                       |
| 147 | Estádio Hrazdan                                   | 54.208     | Erevan                      | Armênia                | FC Ararat Erevan, Ulisses FC                                                 |
| 148 | War Memorial Stadium                              | 54.120     | Little Rock                 | Estados Unidos         | Little Rock Rangers                                                          |
| 149 | Borussia-Park                                     | 54.057     | Mönchengladbach             | Alemanha               | Borussia Mönchengladbach                                                     |
| 150 | Rogers Centre                                     | 54.000     | Toronto                     | Canadá                 | Jogos de exibição de equipas(es) profissionais                               |
| 151 | Kings Park Stadium                                | 54.000     | Durban                      | África do Sul          | Golden Arrows FC                                                             |
| 152 | Estádio Türk Telekom                              | 53.978     | Istambul                    | Turquia                | Galatasaray SK                                                               |
| 153 | Estádio Busan Asiad                               | 53.864     | Busan                       | Coreia do Sul          | Busan IPark                                                                  |
| 154 | Estádio Estadual Jornalista Edgar Augusto Proença | 53.645     | Belém                       | Brasil                 | Paysandu SC, Tuna Luso Brasileira, Clube do Remo e SC Belém                  |
| 155 | Estádio Adelaide Oval                             | 53.583     | Adelaide                    | Austrália              | Adelaide United FC                                                           |
| 156 | Estadio BBVA Bancomer                             | 53.500     | Monterrey                   | México                 | CF Monterrey                                                                 |
| 157 | Docklands Stadium                                 | 53.359     | Melbourne                   | Austrália              | Melbourne Victory FC                                                         |
| 158 | Estadio de San Mamés                              | 53.331     | Bilbao                      | Espanha                | Athletic Club                                                                |
| 159 | Estadio Ciudad de La Plata                        | 53.000     | La Plata                    | Argentina              | Estudiantes, Gimnasia y Esgrima                                              |
| 160 | Estádio EMS                                       | 53.000     | Kozhikode                   | Índia                  | Seleção Indiana de Futebol, Chirag United, Gokulam Kerala FC                 |
| 161 | Everton Stadium                                   | 52.888     | Liverpool                   | Inglaterra             | Everton FC                                                                   |
| 162 | Centro Esportivo Dragão Amarelo                   | 52.672     | Hangzhou                    | China                  | Zhejiang Greentown FC                                                        |
| 163 | Suncorp Stadium                                   | 52.500     | Brisbane                    | Austrália              | Brisbane Roar FC                                                             |
| 164 | St. James' Park                                   | 52.305     | Newcastle                   | Inglaterra             | Newcastle United FC                                                          |
| 165 | Estadio Deportivo Cali                            | 52.000     | Cali                        | Colômbia               | Deportivo Cali                                                               |
| 166 | Estádio Príncipe Moulay Abdellah                  | 52.000     | Rabat                       | Marrocos               | Seleção Marroquina de Futebol, FAR Rabat                                     |
| 167 | Hampden Park                                      | 51.866     | Glasgow                     | Escócia                | Queen's Park FC, Seleção Escocesa de Futebol                                 |
| 168 | Estadio Monumental de Maturín                     | 51.796     | Maturín                     | Venezuela              | Seleção Venezuelana de Futebol, Monagas SC                                   |
| 169 | Loftus Versfeld Stadium                           | 51.762     | Pretória                    | África do Sul          | Mamelodi Sundowns FC                                                         |
| 170 | Aviva Stadium                                     | 51.700     | Dublin                      | Irlanda                | Seleção Irlandesa de Futebol                                                 |
| 171 | Ibrox Stadium                                     | 51.700     | Glasgow                     | Escócia                | Rangers FC                                                                   |
| 172 | Centro Esportivo Olímpico de Guiyang              | 51.638     | Guiyang                     | China                  | Guizhou Hengfeng FC                                                          |
| 173 | Estádio da Cidade de Hohhot                       | 51.632     | Hohhot                      | China                  | Jogos de futebol de equipes locais                                           |
| 174 | Donbass Arena                                     | 51.504     | Donetsk                     | Ucrânia                | FC Shakhtar Donetsk                                                          |
| 175 | Estádio Baba Yara                                 | 51.500     | Kumasi                      | Gana                   | Kumasi Asante Kotoko, King Faisal Babes                                      |
| 176 | Estádio Atatürk de Esmirna                        | 51.295     | İzmir                       | Turquia                | Altay SK, Göztepe SK                                                         |
| 177 | Stadion Feijenoord                                | 51.117     | Rotterdam                   | Países Baixos          | Feyenoord, Seleção Neerlandesa de Futebol                                    |
| 178 | Estádio Ghadir                                    | 51.000     | Ahvaz                       | Irã                    | Esteghlal Khuzestan FC                                                       |
| 179 | Estádio Shizuoka Ecopa                            | 50.889     | Fukuroi                     | Japão                  | Júbilo Iwata, Shimizu S-Pulse                                                |
| 180 | Ernst-Happel-Stadion                              | 50.865     | Viena                       | Áustria                | Seleção Austríaca de Futebol, FK Austria Wien                                |
| 181 | Estadio Cuauhtémoc                                | 50.754     | Puebla                      | México                 | Club Puebla                                                                  |
| 182 | Friends Arena                                     | 50.653     | Solna                       | Suécia                 | Seleção Sueca de Futebol, AIK Fotboll                                        |
| 183 | Estádio Şükrü Saraçoğlu                           | 50.530     | Istambul                    | Turquia                | Fenerbahçe SK                                                                |
| 184 | Stanford Stadium                                  | 50.509     | Palo Alto                   | Estados Unidos         | Jogos de futebol americano                                                   |
| 185 | Estádio Munhak de Incheon                         | 50.256     | Incheon                     | Coreia do Sul          | Incheon Korail FC                                                            |
| 186 | Stade Pierre-Mauroy                               | 50.186     | Villeneuve-d'Ascq           | França                 | Lille OSC                                                                    |
| 187 | Estádio Beira-Rio                                 | 50.842     | Porto Alegre                | Brasil                 | SC Internacional, Seleção Brasileira de Futebol                              |
| 188 | Estádio da Província de Shaanxi                   | 50.100     | Xian                        | China                  | Shaanxi Zhongjian Chanba FC                                                  |
| 189 | Estádio José Alvalade                             | 50.095     | Lisboa                      | Portugal               | Sporting CP                                                                  |
| 190 | Stade Roi Baudouin                                | 50.093     | Bruxelas                    | Bélgica                | Seleção Belga de Futebol                                                     |
| 191 | Estádio do Dragão                                 | 50.033     | Porto                       | Portugal               | FC Porto                                                                     |
| 192 | Nationalarenan                                    | 50.000     | Solna                       | Suécia                 | Seleção Sueca de Futebol                                                     |
| 193 | Estádio Nacional 11 de novembro                   | 50.000     | Luanda                      | Angola                 | Seleção Angolana de Futebol, Petro Luanda                                    |
| 194 | Estádio Kim Il-Sung                               | 50.000     | Pyongyang                   | Coreia do Norte        | Pyongyang City Sports Club                                                   |
| 195 | Hiroshima Big Arch                                | 50.000     | Hiroshima                   | Japão                  | Sanfrecce Hiroshima                                                          |
| 196 | Estádio das Pessoas de Jilin                      | 50.000     | Jilin                       | China                  | Alguns jogos de equipas regionais                                            |
| 197 | Estádio Olímpico Nacional de Phnom Penh           | 50.000     | Phnom Penh                  | Camboja                | Khemara Keila FC                                                             |
| 198 | Estádio 26 de Março                               | 50.000     | Bamako                      | Mali                   | Stade Malien                                                                 |
| 199 | Estádio Sultão Mizan Zainal Abidin                | 50.000     | Kuala Terengganu            | Malásia                | Terengganu FA                                                                |
| 200 | RheinEnergieSTADION                               | 50.000     | Colônia                     | Alemanha               | 1. FC Koln                                                                   |
| 201 | Frankenstadion                                    | 50.000     | Nuremberga                  | Alemanha               | 1. FC Nuremberga                                                             |
| 202 | Ankara Stadium                                    | 50.000     | Ancara                      | Turquia                | Seleção Turca de Futebol                                                     |
| 203 | Estádio Ajinomoto                                 | 49.970     | Chofu                       | Japão                  | FC Tokyo, Tokyo Verdy FC                                                     |
| 204 | Estadio Akron                                     | 49.813     | Guadalajara                 | México                 | CD Guadalajara                                                               |
| 205 | Estádio José Amalfitani                           | 49.540     | Buenos Aires                | Argentina              | CA Vélez Sársfield                                                           |
| 206 | Estádio Sheikh Zayed                              | 49.500     | Abu Dhabi                   | Emirados Árabes Unidos |                                                                              |
| 207 | Estadio de Mestalla                               | 49.430     | Valência                    | Espanha                | Valencia CF                                                                  |
| 208 | Estádio Fritz Walter                              | 49.327     | Kaiserslautern              | Alemanha               | 1. FC Kaiserslautern                                                         |
| 209 | Estádio Miyagi                                    | 49.133     | Rifu                        | Japão                  | Vegalta Sendai                                                               |
| 210 | Stadium of Light                                  | 49.000     | Sunderland                  | Inglaterra             | Sunderland AFC                                                               |
| 211 | AWD-Arena                                         | 49.000     | Hanôver                     | Alemanha               | Hannover 96                                                                  |
| 212 | Neo Química Arena                                 | 48.905     | São Paulo                   | Brasil                 | Sport Club Corinthians Paulista                                              |
| 213 | Estádio Jinnah Sports                             | 48.800     | Islamabad                   | Paquistão              | Seleção Paquistanesa de Futebol                                              |
| 214 | Estádio Parc des Princes                          | 48.583     | Paris                       | França                 | Paris Saint-Germain FC                                                       |
| 215 | Estádio Tomás Adolfo Ducó                         | 48.314     | Buenos Aires                | Argentina              | CA Huracán                                                                   |
| 216 | Estádio Pedro Bidegain                            | 47.964     | Buenos Aires                | Argentina              | CA San Lorenzo de Almagro                                                    |
| 217 | Arena Fonte Nova                                  | 47.907     | Salvador                    | Brasil                 | EC Bahia                                                                     |
| 218 | Estádio Nagai                                     | 47.853     | Osaka                       | Japão                  | Cerezo Osaka                                                                 |
| 219 | Red Bull Arena                                    | 47.800     | Leipzig                     | Alemanha               | RB Leipzig                                                                   |
| 220 | Estádio Artemio Franchi                           | 47.282     | Florença                    | Itália                 | ACF Fiorentina                                                               |
| 221 | Estádio Ciudad de Lanús-Néstor Díaz Pérez         | 47.090     | Lanús                       | Argentina              | CA Lanús                                                                     |
| 222 | Estádio Nacional de Chile                         | 46.190     | Santiago                    | Chile                  | Seleção Chilena de Futebol, Club Universidad de Chile                        |
| 223 | Estádio El Campín                                 | 46.018     | Bogotá                      | Colômbia               | CD MillonariosIendependiente Santa Fe                                        |
| 224 | Estádio Nelson Mandela Bay                        | 46.000     | Porto Elizabeth             | África do Sul          | Seleção Sul-Africana de Futebol                                              |
| 225 | Estádio Olímpico de Fisht                         | 45.994     | Sóchi                       | Rússia                 | PFC Sochi                                                                    |
| 226 | Estádio Paulo Constantino                         | 45.954     | Presidente Prudente         | Brasil                 | Presidente Prudente FC e Grêmio Desportivo Prudente                          |
| 227 | Estádio Internacional Khalifa                     | 45.857     | Doha                        | Catar                  | Seleção Qatariana de Futebol                                                 |
| 228 | Estádio Olímpico Pascual Guerrero                 | 45.625     | Cáli                        | Colômbia               | Deportivo CaliCD América de Cali                                             |
| 229 | Estádio Robert F. Kennedy Memorial                | 45.600     | Washington, D.C.            | Estados Unidos         | D.C. United, Seleção de Futebol dos Estados Unidos                           |
| 230 | Arena Volgogrado                                  | 45.568     | Volgogrado                  | Rússia                 | FC Rotor Volgograd                                                           |
| 231 | Estádio Nacional do Peru                          | 45.574     | Lima                        | Peru                   | Seleção Peruana de Futebol                                                   |
| 232 | Eden Park                                         | 45.472     | Auckland                    | Nova Zelândia          | Auckland City FC                                                             |
| 233 | Ak Bars Arena                                     | 45.379     | Cazã                        | Rússia                 | FC Rubin Kazan                                                               |
| 234 | Lukoil Arena                                      | 45.360     | Moscovo                     | Rússia                 | FC Spartak Moscou                                                            |
| 235 | Estádio DY Patil                                  | 45.300     | Nova Bombaim                | Índia                  | Mumbai City FC                                                               |
| 236 | Estádio do Mundial de Futebol de Suwon            | 45.192     | Suwon                       | Coreia do Sul          | Suwon Samsung Bluewings                                                      |
| 237 | Estádio Ahmed bin Ali                             | 45.032     | Al Rayyan                   | Catar                  | Al-Rayyan Sports Club                                                        |
| 238 | Arena Rostov                                      | 45.000     | Rostóvia do Dom             | Rússia                 | FC Rostov                                                                    |
| 239 | Estadio Internacional de Trípoli                  | 45.000     | Trípoli                     | Líbia                  | Seleção Líbia de Futebol, Alahly Tripoli SC, Al-Ittihad Trípoli, Almadina SC |
| 240 | Estádio de Toyota                                 | 45.000     | Toyota                      | Japão                  | Nagoya Grampus                                                               |
| 241 | Estádio Kobe Universiade Memorial                 | 45.000     | Kōbe                        | Japão                  | Vissel Kobe                                                                  |
| 242 | Estádio Olímpico Metropolitano                    | 45.000     | San Pedro Sula              | Honduras               | CD Marathón e Real CD España                                                 |
| 243 | Estádio da Machava                                | 45.000     | Matola                      | Moçambique             | Clube Ferroviário de Maputo                                                  |
| 244 | Complexo Desportivo de Fez                        | 45.000     | Fez                         | Marrocos               | MAS Fez                                                                      |
| 245 | Estádio Universitário Pedro Pedrossian            | 45.000     | Campo Grande                | Brasil                 | CE Nova Esperança, EC Comercial, Operário FC                                 |
| 246 | Estádio 24 de Fevereiro de 1956                   | 45.000     | Sidi Bel Abbès              | Argélia                | USM Bel Abbès                                                                |
| 247 | Estádio El Menzah                                 | 45.000     | Tunes                       | Tunísia                | Club Africain, Espérance Sportive de Tunis                                   |
| 248 | Estádio General Pablo Rojas                       | 45.000     | Assunção                    | Paraguai               | Club Cerro Porteño                                                           |
| 249 | Estádio Internacional Mubarak                     | 45.000     | Suez                        | Egito                  | Seleção Egípcia de Futebol                                                   |
| 250 | Cosmos Arena                                      | 44.918     | Samara                      | Rússia                 | PFC Krylya Sovetov                                                           |
| 251 | Estádio de Níjni Novgorod                         | 44.899     | Nijni Novgorod              | Rússia                 | FC Pari Nizhny Novgorod                                                      |
| 252 | Arena MRV                                         | 44.892     | Belo Horizonte              | Brasil                 | Clube Atlético Mineiro                                                       |
| 253 | Estádio Atanasio Girardot                         | 44.826     | Medellín                    | Colômbia               | CDC Atlético Nacional, CD Independiente Medellín                             |
| 254 | Estádio da Cidade da Educação                     | 44.667     | Al Rayyan                   | Catar                  |                                                                              |
| 255 | Estádio Olímpico Nilton Santos                    | 44.661     | Rio de Janeiro              | Brasil                 | Botafogo FR                                                                  |
| 256 | Estádio Royal Bafokeng                            | 44.530     | Phokeng                     | África do Sul          | Platinum Stars FC                                                            |
| 257 | Estádio TaçaPE/CopaPB Munsu                       | 44.466     | Ulsan                       | Coreia do Sul          | Ulsan Hyundai FC                                                             |
| 258 | Mordovia Arena                                    | 44.442     | Saransk                     | Rússia                 | FC Mordovia Saransk                                                          |
| 259 | Estádio Al Thumama                                | 44.400     | Doha                        | Catar                  |                                                                              |
| 260 | Estádio Al Janoub                                 | 44.325     | Al-Wakrah                   | Catar                  | Al-Wakrah Sport Club                                                         |
| 261 | Arena de Pernambuco                               | 44.300     | Recife                      | Brasil                 | Sport Club do Recife, Clube Náutico Capibaribe                               |
| 262 | Estádio Governador Alberto Tavares Silva          | 44.200     | Teresina                    | Brasil                 | River AC, Piauí EC, SE Tiradentes, EC Flamengo, Auto EC                      |
| 263 | Estádio Guus Hiddink                              | 44.118     | Gwangju                     | Coreia do Sul          | Gwangju FC                                                                   |
| 264 | Estádio 974                                       | 44.089     | Doha                        | Catar                  |                                                                              |
| 265 | Arena da Amazônia (Vivaldão)                      | 44.000     | Manaus                      | Brasil                 | Nacional Fast Clube, Nacional FC, Atlético Rio Negro e São Raimundo          |
| 266 | Allianz Parque (Palestra)                         | 43.713     | São Paulo                   | Brasil                 | Sociedade Esportiva Palmeiras.                                               |
| 267 | Estádio Monumental David Arellano                 | 43.667     | Santiago                    | Chile                  | CSD Colo-Colo                                                                |
| 268 | Estádio Nacional Vasil Levski                     | 43.632     | Sófia                       | Bulgária               | Seleção Búlgara de Futebol                                                   |
| 269 | Estádio Mbombela                                  | 43.500     | Nelspruit                   | África do Sul          | TS Galaxy FC                                                                 |
| 270 | Estádio Municipal Metropolitano de Bursa          | 43.361     | Bursa                       | Turquia                | Bursaspor                                                                    |
| 271 | Estádio do Mundial de Futebol de Jeonju           | 43.348     | Jeonju                      | Coreia do Sul          | Chonbuk Hyundai Motors FC                                                    |
| 272 | Estádio Ullevi                                    | 43.000     | Gotemburgo                  | Suécia                 | Seleção Sueca de Futebol Feminino                                            |
| 273 | Arena Pantanal                                    | 42.968     | Cuiabá                      | Brasil                 | Cuiabá Esporte Clube, Luverdense Esporte Clube e Mixto Esporte Clube         |
| 274 | Estádio General Santander                         | 42.901     | Cúcuta                      | Colômbia               | CN Cúcuta Deportivo                                                          |
| 275 | Estádio Municipal de Poznań                       | 42.837     | Poznań                      | Polónia                | Lech Poznań                                                                  |
| 276 | Villa Park                                        | 42.785     | Birmingham                  | Inglaterra             | Aston Villa FC                                                               |
| 277 | Estádio Municipal de Breslávia                    | 42.771     | Breslávia                   | Polónia                | Śląsk Wrocław                                                                |
| 278 | Estádio Ramón Sánchez Pizjuán                     | 42.714     | Sevilha                     | Espanha                | Sevilla FC                                                                   |
| 279 | Beşiktaş Stadium                                  | 42.590     | Istambul                    | Turquia                | Beşiktaş                                                                     |
| 280 | Estádio de Futebol de Sydney                      | 42.500     | Sydney                      | Austrália              | Sydney FC                                                                    |
| 281 | St. Jakob-Park                                    | 42.500     | Basileia                    | Suíça                  | FC Basileia                                                                  |
| 282 | Estádio Mário Celso Petraglia                     | 42.372     | Curitiba                    | Brasil                 | Clube Atlético Paranaense                                                    |
| 283 | Estádio Big Swan                                  | 42.300     | Niigata                     | Japão                  | Albirex Niigata                                                              |
| 284 | Estádio do Mundial de Futebol de Jeju             | 42.256     | Seogwipo                    | Coreia do Sul          | Jeju United FC                                                               |
| 285 | Estádio Metropolitano de Mérida                   | 42.200     | Mérida                      | Venezuela              | Estudiantes de Mérida FC                                                     |
| 286 | Stade Matmut Atlantique                           | 42.115     | Bordeaux                    | França                 | FC Bordeaux                                                                  |
| 287 | Weserstadion                                      | 42.100     | Bremen                      | Alemanha               | SV Werder Bremen                                                             |
| 288 | Estádio Libertadores de América                   | 42.069     | Avellaneda                  | Argentina              | Club Atlético Independiente                                                  |
| 289 | Estádio Inca Garcilaso de la Vega                 | 42.056     | Cusco                       | Peru                   | CS Cienciano                                                                 |
| 290 | Estádio Serra Dourada                             | 42.049     | Goiânia                     | Brasil                 | Goiás EC, AC Goianiense, Vila Nova FC e Geioânia EC                          |
| 291 | Estádio Free State                                | 42.000     | Bloemfontein                | África do Sul          | Bloemfontein Celtic                                                          |
| 292 | Estádio Malvinas Argentinas                       | 42.000     | Mendoza                     | Argentina              | CD Godoy Cruz Antonio Tomba                                                  |
| 293 | Estádio Nacional do Zimpeto                       | 42.000     | Maputo                      | Moçambique             | Seleção Moçambicana de Futebol                                               |
| 294 | Estádio Modelo Alberto Spencer                    | 42.000     | Guaiaquil                   | Equador                | CS Pátria, CD Everest, Panamá SC, Rocafuerte FC                              |
| 295 | Estádio de Perak                                  | 42.000     | Perak                       | Malásia                | Perak FA                                                                     |
| 296 | Estádio de Chengdu                                | 42.000     | Chengdu                     | China                  | Chengdu Blades FC                                                            |
| 297 | Estádio Palogrande                                | 42.000     | Manizales                   | Colômbia               | CD Once Caldas                                                               |
| 298 | Estádio Nacional do Zimpeto                       | 42.000     | Maputo                      | Moçambique             | Seleção Moçambicana de Futebol                                               |
| 299 | Estádio Universitário                             | 42.000     | San Nicolás de los Garza    | México                 | Tigres de la UANL                                                            |
| 300 | Estádio Municipal Metropolitano de Cônia          | 41.981     | Cônia                       | Turquia                | Konyaspor                                                                    |
| 301 | Stade Geoffroy-Guichard                           | 41.965     | Saint-Étienne               | França                 | AS Saint-Étienne                                                             |
| 302 | Estádio Peter Mokaba                              | 41.733     | Polokwane                   | África do Sul          | Polokwane City e Baroka FC                                                   |
| 303 | Estádio Gigante de Arroyito                       | 41.654     | Rosário                     | Argentina              | CA Rosario Central                                                           |
| 304 | Stadion Gdańsk                                    | 41.620     | Gdańsk                      | Polónia                | Lechia Gdańs                                                                 |
| 305 | Polideportivo Cachamay                            | 41.600     | Ciudad Guayana              | Venezuela              | CD Mineros de GuayanaAeC Minervén FC                                         |
| 306 | Estádio Ramat Gan                                 | 41.583     | Ramat Gan                   | Israel                 | Seleção IsraelitaPE/IsraelensePB de Futebol                                  |
| 307 | Estádio Rodrigo Paz Delgado                       | 41.575     | Quito                       | Equador                | Liga Deportiva Universitaria de Quito                                        |
| 308 | Estádio Morelos                                   | 41.500     | Morelia                     | México                 | CA Monarcas Morelia                                                          |
| 309 | Sapporo Dome                                      | 41.484     | Sapporo                     | Japão                  | Consadole Sapporo                                                            |
| 310 | Estádio Goyang                                    | 41.311     | Goyang                      | Coreia do Sul          | Goyang Kookmin Bank FC                                                       |
| 311 | Estádio Metalist                                  | 41.307     | Carcóvia                    | Ucrânia                | FC Metalist Kharkiv                                                          |
| 312 | Estádio da Copa do Mundo de Daejeon               | 41.295     | Daejeon                     | Coreia do Sul          | Daejeon Citizen                                                              |
| 313 | Juventus Arena                                    | 41.254     | Turim                       | Itália                 | Juventus FC                                                                  |
| 314 | Stade Bollaert-Delelis                            | 41.233     | Lens                        | França                 | RC Lens                                                                      |
| 315 | Estádio Hernando Siles                            | 41.143     | La Paz                      | Bolívia                | Seleção Boliviana de Futebol, La Paz FC, Club BolívarTehe Strongest          |
| 316 | Estádio Dínamo de Minsk                           | 41.040     | Minsk                       | Bielorrússia           | FC Dínamo Minsk                                                              |
| 317 | Estádio Şenol Güneş                               | 40.980     | Trebizonda                  | Turquia                | Trabzonspor                                                                  |
| 318 | Estádio José Encarnación Romero                   | 40.800     | Maracaibo                   | Venezuela              | Unión Atlético Maracaibo                                                     |
| 319 | Estádio Nelson Mandela de Baraki                  | 40.784     | Argel                       | Argélia                | Seleção Argelina de Futebol                                                  |
| 320 | Estádio Kashima                                   | 40.728     | Kashima                     | Japão                  | Kashima Antlers                                                              |
| 321 | Estádio Major Antônio Couto Pereira               | 40.502     | Curitiba                    | Brasil                 | Coritiba Foot Ball Club                                                      |
| 322 | RCDE Stadium                                      | 40.500     | Barcelona                   | Espanha                | Espanyol de Barcelona                                                        |
| 323 | Estádio Monumental da UNSA                        | 40.370     | Arequipa                    | Peru                   | FBC Melgar                                                                   |
| 324 | Estádio Metropolitano de Fútbol de Lara           | 40.312     | Barquisimeto                | Venezuela              | Unión Lara FC                                                                |
| 325 | Estádio Nacional Mandela                          | 40.202     | Kampala                     | Uganda                 | Express FC                                                                   |
| 326 | Stamford Bridge                                   | 40.173     | Londres                     | Inglaterra             | Chelsea FC                                                                   |
| 327 | Estádio Governador João Castelo (Castelão)        | 40.149     | São Luís                    | Brasil                 | Sampaio Correa FC                                                            |
| 328 | Estádio Olímpico de Orão                          | 40.143     | OrãoPE/OrãPB                | Argélia                | MC Oran, Seleção Argelina de Futebol                                         |
| 329 | Estádio Anoeta                                    | 40.000     | São Sebastião               | Espanha                | Real Sociedad                                                                |
| 330 | Estádio Ahmed Zabana                              | 40.000     | OrãoPE/OrãPB                | Argélia                | MC Oran                                                                      |
| 331 | Estádio da Cidadela                               | 40.000     | Luanda                      | Angola                 | Atlético Sport Aviação                                                       |
| 332 | Pratt & Whitney Stadium at Rentschler Field       | 40.000     | East Hartford               | Estados Unidos         | UConn Huskies, Seleção de Futebol dos Estados Unidos                         |
| 333 | Estádio Ōita                                      | 40.000     | Oita                        | Japão                  | Oita Trinita                                                                 |
| 334 | Panasonic Stadium Suita                           | 40.000     | Suita                       | Japão                  | Gamba Osaka                                                                  |
| 335 | Estádio José Antonio Anzoátegui                   | 40.000     | Puerto la Cruz              | Venezuela              | Deportivo Anzoátegui SC                                                      |
| 336 | Estádio 28 de Março                               | 40.000     | Bengasi                     | Líbia                  | Al-Ahly Benghazi SC, Seleção Líbia de Futebol                                |
| 337 | Estádio Jawaharlal Nehru                          | 40.000     | Chennai                     | Índia                  | Banco Indiano                                                                |
| 338 | Estádio Hang Jebat                                | 40.000     | Malaca                      | Malásia                | Melaka TMFC                                                                  |
| 339 | Estádio Olímpico de Helsínquia                    | 40.000     | Helsinque                   | Finlândia              | Seleção Finlandesa de Futebol                                                |
| 340 | Estádio Hongcheng                                 | 40.000     | Qingdao                     | China                  | Alguns jogos de equipas(es) locais                                           |
| 341 | Estádio de Hong Kong                              | 40.000     | So Kon Po                   | Hong Kong              | South China AA                                                               |
| 342 | Estádio Gelora Sriwijaya                          | 40.000     | Palimbão                    | Indonésia              | Sriwijaya FC                                                                 |
| 343 | Estádio Jalak Harupat Soreang                     | 40.000     | Bandung                     | Indonésia              | Persib Bandung, Persikab Bandung                                             |
| 344 | Estádio Kamuzu                                    | 40.000     | Blantyre                    | Malawi                 | Seleção Malauiana de Futebol                                                 |
| 345 | Estádio Nacional My Dinh                          | 40.000     | Hanói                       | Vietname               | Seleção Vietnamita de Futebol                                                |
| 346 | Estádio Negeri Pulau Pinang                       | 40.000     | Batu Kawan                  | Malásia                | Penang FA                                                                    |
| 347 | Estádio Ohene Djan                                | 40.000     | Acra                        | Gana                   | Accra Hearts of Oak SC, Bomaa Accra Great Olympics                           |
| 348 | Estádio Centro Esportivo Olímpico                 | 40.000     | Pequim                      | China                  | Alguns jogos de equipas(es) locais                                           |
| 349 | Estádio Sarawak                                   | 40.000     | Kuching                     | Malásia                | Sarawak FA                                                                   |
| 350 | Estádio Omar Bongo                                | 40.000     | Libreville                  | Gabão                  | FC 105 Libreville                                                            |
| 351 | Estádio Nacional de Lagos                         | 40.000     | Lagos                       | Nigéria                | Seleção Nigeriana de Futebol                                                 |
| 352 | Estádio Municipal de Tainan                       | 40.000     | Tainan                      | Taiwan                 | Alguns jogos de equipas(es) locais                                           |
| 353 | Estádio Franso Hariri                             | 40.000     | Arbil                       | Iraque                 | Erbil SC                                                                     |
| 354 | Estádio Bogyoke Aung San                          | 40.000     | Yangon                      | Myanmar                | Alguns jogos de equipas(es) locais                                           |
| 355 | Estádio Campeón del Siglo                         | 40.000     | Montevidéu                  | Uruguai                | Club Atlético Peñarol                                                        |
| 356 | Estadio Orlando                                   | 40.000     | Joanesburgo                 | África do Sul          | Orlando Pirates FC                                                           |

Países com dez ou mais estádios na lista:
| 1. Estados Unidos - 17 / 66 estádios 2. China - 23 / 64 estádios 3. Brasil - 24 estádios 4. Reino Unido - 18 estádios 5. Alemanha - 16 estádios 6. Japão - 15 estádios | 7. África do Sul - 12 estádios 8. Coreia do Sul - 12 estádios 9. Argentina - 12 estádios 10. Espanha - 11 estádios 11. Índia - 6 / 11 estádios 12. Rússia - 10 estádios |

## Países Lusófonos
Nota: quando em fundo cinzento escuro indica estádio na lista dos maiores do mundo.

### Brasil
O Estádio do Maracanã é o maior estádio do Brasil que sofreu a última grande renovação para o Mundial 2014. Assim um total de 12 sedes foram selecionadas, implicando a reabilitação e expansão de 5 estádios sendo os restantes 7 construção nova.
| #  | Estádio (Apelido)                                      | Localidade            | Estado              | Capacidade | Inauguração |
| -- | ------------------------------------------------------ | --------------------- | ------------------- | ---------- | ----------- |
| 1  | Estádio Jornalista Mário Filho (Maracanã)              | Rio de Janeiro        | Rio de Janeiro      | 78 838     | 1950/2013   |
| 2  | Estádio Cícero Pompeu de Toledo (MorumBIS)             | São Paulo             | São Paulo           | 77 011     | 1960/1970   |
| 3  | Estádio Nacional de Brasília (Mané Garrincha)          | Brasília              | Distrito Federal    | 69 788     | 1974/2013   |
| 4  | Estádio Governador Plácido Aderaldo Castelo (Castelão) | Fortaleza             | Ceará               | 63 903     | 1973/2013   |
| 5  | Estádio Governador Magalhães Pinto (Mineirão)          | Belo Horizonte        | Minas Gerais        | 61 846     | 1965/2012   |
| 6  | Estádio José do Rego Maciel (Arruda)                   | Recife                | Pernambuco          | 60 044     | 1972        |
| 7  | Arena do Grêmio                                        | Porto Alegre          | Rio Grande do Sul   | 55 662     | 2012        |
| 8  | Estádio Olímpico do Pará (Mangueirão)                  | Belém                 | Pará                | 53 645     | 1978        |
| 9  | Estádio José Pinheiro Borda (Beira-Rio)                | Porto Alegre          | Rio Grande do Sul   | 50 842     | 1969/2013   |
| 10 | Neo Química Arena (Arena Corinthians)                  | São Paulo             | São Paulo           | 48 905     | 2014        |
| 11 | Arena Fonte Nova                                       | Salvador              | Bahia               | 47 907     | 2013        |
| 12 | Estádio Paulo Constantino (Prudentão)                  | Presidente Prudente   | São Paulo           | 45 954     | 1982        |
| 13 | Estádio Universitário Pedro Pedrossian (Morenão)       | Campo Grande          | Mato Grosso do Sul  | 45 000     | 1971        |
| 14 | Arena MRV                                              | Belo Horizonte        | Minas Gerais        | 44 892     | 2023        |
| 15 | Estádio Olímpico Nilton Santos (Engenhão)              | Rio de Janeiro        | Rio de Janeiro      | 44 661     | 2007        |
| 16 | Arena de Pernambuco                                    | São Lourenço da Mata  | Pernambuco          | 44 300     | 2013        |
| 17 | Estádio Governador Alberto Tavares Silva (Albertão)    | Teresina              | Piauí               | 44 200     | 1973        |
| 18 | Arena da Amazônia                                      | Manaus                | Amazonas            | 44 000     | 2014        |
| 19 | Allianz Parque                                         | São Paulo             | São Paulo           | 43 713     | 2014        |
| 20 | Arena Pantanal                                         | Cuiabá                | Mato Grosso         | 42 968     | 2014        |
| 21 | Estádio Mário Celso Petraglia (Arena da Baixada)       | Curitiba              | Paraná              | 42 372     | 1914/2014   |
| 22 | Estádio Serra Dourada                                  | Goiânia               | Goiás               | 42 049     | 1975        |
| 23 | Estádio Major Antônio Couto Pereira                    | Curitiba              | Paraná              | 40 502     | 1932/2015   |
| 24 | Estádio Governador João Castelo (Castelão)             | São Luís              | Maranhão            | 40 149     | 1981        |
| 25 | Estádio Municipal Parque do Sabiá                      | Uberlândia            | Minas Gerais        | 39 990     | 1982        |
| 26 | Estádio Municipal Paulo Machado de Carvalho (Pacaembu) | São Paulo             | São Paulo           | 37 730     | 1940        |
| 27 | Estádio Manoel Barradas (Barradão)                     | Salvador              | Bahia               | 34 535     | 1986        |
| 28 | Estádio Adelmar da Costa Carvalho (Ilha do Retiro)     | Recife                | Pernambuco          | 32 983     | 1937        |
| 29 | Estádio Benedito Teixeira (Teixeirão)                  | São José do Rio Preto | São Paulo           | 32 168     | 1996        |
| 30 | Estádio Roberto Santos (Pituaçu)                       | Salvador              | Bahia               | 32 157     | 1979        |
| 31 | Arena das Dunas                                        | Natal                 | Rio Grande do Norte | 32 050     | 2014        |
| 32 | Estádio Municipal Radialista Mario Helênio (Helenão)   | Juiz de Fora          | Minas Gerais        | 31 863     | 1988        |
| 33 | Arena Barueri                                          | Barueri               | São Paulo           | 31 452     | 2007        |
| 34 | Estádio Municipal Fredis Saldivar (Douradão)           | Dourados              | Mato Grosso do Sul  | 30 000     | 1986        |
| 35 | Estádio Municipal Jacy Scaff (Estádio do Café)         | Londrina              | Paraná              | 30 000     | 1976        |
| 36 | Estádio Brinco de Ouro da Princesa                     | Campinas              | São Paulo           | 29 130     | 1953        |
| 37 | Estádio Elmo Serejo Farias (Boca do Jacaré/Serejão)    | Taguatinga            | Distrito Federal    | 27 000     | 1978        |
| 38 | Estádio Municipal Irmão Gino Maria Rossi (Manduzão)    | Pouso Alegre          | Minas Gerais        | 26 000     | 1997        |
| 39 | Estádio Santa Cruz                                     | Ribeirão Preto        | São Paulo           | 25 000     | 1968        |
| 40 | Estádio Raimundo Sampaio (Independência)               | Belo Horizonte        | Minas Gerais        | 23 018     | 1950        |
| 41 | Estádio Eládio de Barros Carvalho (Aflitos)            | Recife                | Pernambuco          | 22 856     | 1939        |
| 42 | Estádio Francisco Stédile (Centenário)                 | Caxias do Sul         | Rio Grande do Sul   | 22 132     | 1976        |
| 43 | Estádio Olímpico Colosso da Lagoa                      | Erechim               | Rio Grande do Sul   | 22 000     | 1970        |
| 44 | Estádio Vasco da Gama (São Januário)                   | Rio de Janeiro        | Rio de Janeiro      | 21 880     | 1927        |
| 45 | Estádio Doutor Oswaldo Teixeira Duarte (Canindé)       | São Paulo             | São Paulo           | 21 004     | 1956        |
| 46 | Estádio Walmir Campelo Bezerra (Bezerrão)              | Gama                  | Distrito Federal    | 20 310     | 1977        |
| 47 | Estádio Presidente Vargas (PV)                         | Fortaleza             | Ceará               | 20 262     | 1941        |
| 48 | Arena Joinville                                        | Joinville             | Santa Catarina      | 20 160     | 2004        |
| 49 | Estádio Luso-Brasileiro                                | Rio de Janeiro        | Rio de Janeiro      | 20 113     | 1965        |
| 50 | Arena Condá                                            | Chapecó               | Santa Catarina      | 20 089     | 1980        |
| 51 | Estádio Joaquim Henrique Nogueira (Arena do Jacaré)    | Sete Lagoas           | Minas Gerais        | 20 020     | 2006        |

#### Estados com três ou mais estádios:
1.  São Paulo - 11 estádios
2.  Minas Gerais - 6 estádios
3.  Pernambuco - 4 estádios
3.  Rio de Janeiro - 4 estádios
3.  Rio Grande do Sul - 4 estádios
6.  Bahia - 3 estádios
6.  Distrito Federal - 3 estádios
6.  Paraná - 3 estádios

### Portugal
O Estádio da Luz em Lisboa é o maior estádio em Portugal. Este estádio juntamente com o do José Alvalade e do Dragão são os únicos capazes de receber finais das competições da UEFA e de receber um Mundial devido à capacidade mínima de 40.000 lugares sentados. 
Para o Euro 2004 foram construídos 6 novos estádios e outros 4 foram renovados e ampliados para o mínimo de 30.000 lugares.
| #  | Estádio                                       | Município     | Distrito | Capacidade | Inauguração |
| -- | --------------------------------------------- | ------------- | -------- | ---------- | ----------- |
| 1  | Estádio da Luz                                | Lisboa        | Lisboa   | 68.100     | 2003        |
| 2  | Estádio José Alvalade                         | Lisboa        | Lisboa   | 50.095     | 2003        |
| 3  | Estádio do Dragão                             | Porto         | Porto    | 50.033     | 2003        |
| 4  | Estádio Nacional do Jamor                     | Oeiras        | Lisboa   | 37.593     | 1944        |
| 5  | Estádio Municipal de Aveiro                   | Aveiro        | Aveiro   | 32.830     | 2003        |
| 6  | Estádio Algarve                               | Faro          | Faro     | 30.305     | 2003        |
| 7  | Estádio Municipal de Braga                    | Braga         | Braga    | 30.286     | 2003        |
| 8  | Estádio D. Afonso Henriques                   | Guimarães     | Braga    | 30.029     | 1965 / 2003 |
| 9  | Estádio Cidade de Coimbra                     | Coimbra       | Coimbra  | 29.622     | 1949 / 2003 |
| 10 | Estádio do Bessa Século XXI                   | Porto         | Porto    | 28.263     | 1910 / 2003 |
| 11 | Estádio 1.º de Maio                           | Braga         | Braga    | 28.000     | 1950        |
| 12 | Estádio Dr. Magalhães Pessoa                  | Leiria        | Leiria   | 23.888     | 1958 / 2003 |
| 13 | Estádio Alfredo da Silva                      | Barreiro      | Setúbal  | 21.498     | 1965        |
| 14 | Estádio do Restelo                            | Lisboa        | Lisboa   | 19.856     | 1956        |
| 15 | Estádio do Bonfim                             | Setúbal       | Setúbal  | 15.497     | 1962        |
| 16 | Estádio de São Miguel                         | Ponta Delgada | Açores   | 12.500     | 1930        |
| 17 | Estádio Cidade de Barcelos                    | Barcelos      | Braga    | 12.046     | 2004        |
| 18 | Estádio Municipal Dr. José Vieira de Carvalho | Maia          | Porto    | 12.000     | 1930        |
| 18 | Estádio Manuel Moreira                        | Rebordosa     | Porto    | 12.000     | 2001        |
| 18 | Estádio das Seixas                            | Mafra         | Lisboa   | 12.000     | 1940        |
| 21 | Estádio Municipal Dr. Alves Vieira            | Torres Novas  | Santarém | 11.500     | 1969        |
| 22 | Estádio do Marítimo                           | Funchal       | Madeira  | 10.600     | 1956 / 2016 |
| 23 | Estádio Municipal de Águeda                   | Águeda        | Aveiro   | 10.000     | 2003        |
| 23 | Estádio Abel Alves de Figueiredo              | Santo Tirso   | Porto    | 10.000     | 1958        |

#### Distritos com dois ou mais estádios:
1. Porto - 5 estádios
1. Lisboa - 5 estádios
3. Braga - 4 estádios
4. Aveiro - 2 estádios
4. Setúbal - 2 estádios

### Angola
Foram 4 os novos estádios construídos para a CAN 2010 organizada pela Angola.
| #  | Estádio                         | Localidade | Capacidade | Inauguração |
| -- | ------------------------------- | ---------- | ---------- | ----------- |
| 1  | Estádio Nacional 11 de Novembro | Luanda     | 50.000     | 2009        |
| 2  | Estádio da Cidadela             | Luanda     | 40.000     | 1972        |
| 3  | Estádio Nacional de Ombaka      | Benguela   | 35.000     | 2009        |
| 4  | Estádio Nacional da Tundavala   | Lubango    | 20.000     | 2010        |
| 4  | Estádio Nacional do Chiazi      | Cabinda    | 20.000     | 2010        |
| 4  | Estádio França Ndalu            | Luanda     | 20.000     | 2023        |
| 7  | Estádio do Santos               | Viana      | 17.000     | 2003        |
| 8  | Estádio Mário Santiago          | Luanda     | 16.000     | 1996        |
| 9  | Estádio do Ferroviário da Huíla | Lubango    | 15.000     | 1970        |
| 10 | Estádio Nossa Senhora do Monte  | Lubango    | 12.000     | - / 2009    |
| 10 | Estádio dos Coqueiros           | Luanda     | 12.000     | 1947        |
| 10 | Estádio Atlético de São Filipe  | Benguela   | 12.000     | -           |
| 13 | Estádio dos Kurikutelas         | Huambo     | 8.000      | 1947        |
| 14 | Estádio 22 de Junho             | Luanda     | 7.800      | 2003        |

#### Localidades com dois ou mais estádios:
1. Luanda - 5 estádios
2. Lubango - 3 estádios
3. Benguela - 2 estádios

### Moçambique
Algumas infraestruturas foram melhoradas para sediar os Jogos Pan-Africanos de 2011.
| # | Estádio                         | Localidades | Capacidade | Inaguração |
| - | ------------------------------- | ----------- | ---------- | ---------- |
| 1 | Estádio da Machava              | Matola      | 45.000     | 1968       |
| 2 | Estádio Nacional do Zimpeto     | Maputo      | 42.000     | 2011       |
| 3 | Estádio do Maxaquene            | Maputo      | 15.000     | 1920       |
| 4 | Estádio do Costa do Sol         | Maputo      | 10.000     | 1966       |
| 4 | Estádio Municipal 1º de Maio    | Lichinga    | 10.000     | -          |
| 4 | Estádio Municipal de Pemba      | Pemba       | 10.000     | -          |
| 7 | Estádio Matateu                 | Maputo      | 8.000      | 1972       |
| 8 | Estádio do Ferroviário da Beira | Beira       | 7.000      | -          |

#### Localidades com dois ou mais estádios:
1. Maputo - 4 estádios

### Guiné-Bissau
| # | Estádio                         | Localidades | Capacidade | Inauguração |
| - | ------------------------------- | ----------- | ---------- | ----------- |
| 1 | Estádio Nacional 24 de Setembro | Bissau      | 20.000     | 1989 / 2013 |
| 2 | Estádio Lino Correia            | Bissau      | 12.000     | 1948        |

### Cabo Verde
| # | Estádio                        | Localidades | Ilha        | Capacidade | Inauguração |
| - | ------------------------------ | ----------- | ----------- | ---------- | ----------- |
| 1 | Estádio Nacional de Cabo Verde | Praia       | Santiago    | 15.000     | 2014        |
| 2 | Estádio da Várzea              | Praia       | Santiago    | 8.000      | 1953 / 2006 |
| 2 | Estádio Marcelo Leitão         | Espargos    | Ilha do Sal | 8.000      | 1980        |
| 4 | Estádio Municipal Adérito Sena | Mindelo     | São Vicente | 5.000      | -           |

### São Tomé e Príncipe
Não existem estádios com mais de 10.000 lugares.
O maior estádio do país é o Estádio Nacional 12 de Julho, em São Tomé, com capacidade para 6.500 pessoas.

### Timor-Leste
Não existem estádios com mais de 10.000 lugares.
O maior estádio do país é o Estádio Nacional de Timor-Leste, em Díli, com capacidade para 5.000 pessoas.